# Igor Vetokele
Igor Vetokele, né le 23 mars 1992 à Luanda en Angola, est un joueur de footballeur international angolais, aujourd'hui retraité, qui joue comme attaquant. Il possède également la nationalité belge.

## Biographie

### En club
Igor Vetokele effectue sa formation dans les équipes des jeunes du KV Ostende passe à La Gantoise à la saison 2008-2009. Il commence avec les jeunes de son âge, les moins de 17 ans, se distingue et est vite monté à la catégorie des moins de 18 ans. La même saison, il intègre à l'âge de 16 ans le noyau des espoirs de La Gantoise entraîné à l'époque par Bob Peeters. Il est ensuite, rapidement, repris en équipe nationale des moins de 17 ans.
Avec son club, Michel Preud'homme, l'entraîneur principal des Buffalos, le repère et l’appelle deux fois à se joindre à l'équipe première en matchs de championnat, sans jamais monter au jeu. Mais l'entraîneur l'utilise quand même lors d'un match amical contre le LOSC (Lille) à Deinze. Il ambitionne de jouer avec l'équipe première du club pour la saison 2009-2010, mais doit se contenter à nouveau du noyau espoirs. En juillet 2011, il participe à l'Euro des moins de 19 ans, où la Belgique est éliminée dès le premier tour. Depuis sa première convocation en équipe nationale à la saison 2008-2009, il n'a plus manqué les convocations ultérieures. Il a joué avec les moins de 18 ans, les moins de 19 ans, les moins de 20 ans et les espoirs (moins de 21 ans).
À la fin du mercato estival, Vetokele quitte le club gantois et rejoint son ancien entraîneur, Bob Peeters, au Cercle de Bruges, où ce dernier est devenu entraîneur principal un an auparavant. Il signe son premier contrat professionnel à Bruges pour une durée de deux ans le 31 août 2011, et fait ses débuts en équipe première le 17 septembre face au Lierse. En quelques semaines, il obtient une place de titulaire parmi l'attaque brugeoise, et inscrit son premier but en championnat le 15 octobre face à Malines. Il ne quitte plus l'équipe de base du Cercle jusqu'à la fin de la saison.
Après quatre matches de championnat la saison suivante 2012-2013, il est transféré au FC Copenhague, vice-champion du Danemark, entraîné par Ariël Jacobs, l'ancien entraîneur d'Anderlecht.
En juin 2023, il troque Westerlo pour Lommel.
À l'issue de la saison 2024-2025, Igor Vetokele annonce mettre un terme à sa carrière.

## Statistiques

### En club
| Saison                | Club                    | Championnat           | Championnat | Championnat | Championnat | Coupe nationale | Coupe nationale | Coupe nationale | Coupe de la Ligue | Coupe de la Ligue | Coupe de la Ligue | Compétition(s) continentale(s) | Compétition(s) continentale(s) | Compétition(s) continentale(s) | Compétition(s) continentale(s) | Autres compétitions | Autres compétitions | Autres compétitions | Autres compétitions | Angola | Angola | Angola | Total | Total | Total |
| Saison                | Club                    | Division              | M.          | B.          | P.d.        | M.              | B.              | P.d.            | M.                | B.                | P.d.              | Comp.                          | M.                             | B.                             | P.d.                           | Comp.               | M.                  | B.                  | P.d.                | M.     | B.     | P.d.   | M.    | B.    | P.d.  |
| 2011-2012             | Cercle Bruges KSV       | Division 1            | 24          | 6           | 3           | 2               | 0               | 0               | -                 | -                 | -                 | -                              | -                              | -                              | -                              | PO2+BE              | 6+4                 | 2+0                 | 3+1                 | -      | -      | -      | 36    | 8     | 7     |
| 2012-2013             | Cercle Bruges KSV       | Division 1            | 4           | 1           | 0           | -               | -               | -               | -                 | -                 | -                 | -                              | -                              | -                              | -                              | PO3                 | -                   | -                   | -                   | -      | -      | -      | 4     | 1     | 0     |
| Sous-total            | Sous-total              | Sous-total            | 28          | 7           | 3           | 2               | 0               | 0               | -                 | -                 | -                 | -                              | -                              | -                              | -                              | -                   | 10                  | 2                   | 4                   | -      | -      | -      | 40    | 9     | 7     |
| 2012-2013             | FC Copenhague           | Superligaen           | 15          | 3           | 1           | 1               | 0               | 0               | -                 | -                 | -                 | C1+C3                          | 1+2                            | 0+1                            | 0+1                            | -                   | -                   | -                   | -                   | -      | -      | -      | 19    | 4     | 2     |
| 2013-2014             | FC Copenhague           | Superligaen           | 29          | 13          | 1           | 4               | 2               | 1               | -                 | -                 | -                 | C1                             | 2                              | 0                              | 0                              | -                   | -                   | -                   | -                   | 2      | 0      | 0      | 37    | 15    | 2     |
| Sous-total            | Sous-total              | Sous-total            | 44          | 16          | 2           | 5               | 2               | 1               | -                 | -                 | -                 | -                              | 5                              | 1                              | 1                              | -                   | -                   | -                   | -                   | 2      | 0      | 0      | 56    | 19    | 4     |
| 2014-2015             | Charlton Athletic       | Championship          | 41          | 11          | 9           | -               | -               | -               | 2                 | 0                 | 0                 | -                              | -                              | -                              | -                              | -                   | -                   | -                   | -                   | 1      | 0      | 0      | 44    | 11    | 9     |
| 2015-2016             | Charlton Athletic       | Championship          | 16          | 1           | 1           | 1               | 0               | 0               | 1                 | 1                 | 0                 | -                              | -                              | -                              | -                              | -                   | -                   | -                   | -                   | 2      | 0      | 0      | 20    | 2     | 1     |
| 2018-2019             | Charlton Athletic       | League One            | 23          | 3           | 2           | -               | -               | -               | 2                 | 2                 | 3                 | -                              | -                              | -                              | -                              | -                   | -                   | -                   | -                   | 1      | 0      | 0      | 26    | 5     | 5     |
| Sous-total            | Sous-total              | Sous-total            | 80          | 15          | 12          | 1               | 0               | 0               | 5                 | 3                 | 3                 | -                              | -                              | -                              | -                              | -                   | -                   | -                   | -                   | 4      | 0      | 0      | 90    | 18    | 15    |
| 2016-2017             | SV Zulte Waregem (prêt) | Division 1A           | 14          | 0           | 1           | 3               | 1               | 1               | -                 | -                 | -                 | -                              | -                              | -                              | -                              | -                   | -                   | -                   | -                   | -      | -      | -      | 17    | 1     | 2     |
| 2016-2017             | Saint-Trond VV (prêt)   | Division 1A           | 8           | 4           | 1           | -               | -               | -               | -                 | -                 | -                 | -                              | -                              | -                              | -                              | PO2+BE              | 8+1                 | 4+0                 | 3+0                 | 1      | 0      | 0      | 18    | 8     | 4     |
| 2017-2018             | Saint-Trond VV (prêt)   | Division 1A           | 20          | 3           | 0           | 1               | 2               | 0               | -                 | -                 | -                 | -                              | -                              | -                              | -                              | PO2                 | 6                   | 0                   | 1                   | -      | -      | -      | 27    | 5     | 1     |
| Sous-total            | Sous-total              | Sous-total            | 42          | 7           | 2           | 4               | 3               | 1               | -                 | -                 | -                 | -                              | -                              | -                              | -                              | -                   | 15                  | 4                   | 4                   | 1      | 0      | 0      | 62    | 14    | 7     |
| 2019-2020             | KVC Westerlo            | Division 1B           | 18          | 4           | 0           | 1               | 0               | 0               | -                 | -                 | -                 | -                              | -                              | -                              | -                              | -                   | -                   | -                   | -                   | -      | -      | -      | 19    | 4     | 0     |
| 2020-2021             | KVC Westerlo            | Division 1B           | 26          | 9           | 1           | 1               | 0               | 0               | -                 | -                 | -                 | -                              | -                              | -                              | -                              | -                   | -                   | -                   | -                   | -      | -      | -      | 27    | 9     | 1     |
| 2021-2022             | KVC Westerlo            | Division 1B           | 16          | 1           | 1           | 2               | 0               | 0               | -                 | -                 | -                 | -                              | -                              | -                              | -                              | -                   | -                   | -                   | -                   | -      | -      | -      | 18    | 1     | 1     |
| 2022-2023             | KVC Westerlo            | Division 1A           | 26          | 5           | 1           | 1               | 0               | 0               | -                 | -                 | -                 | -                              | -                              | -                              | -                              | PO2                 | 1                   | 0                   | 0                   | -      | -      | -      | 28    | 5     | 1     |
| Sous-total            | Sous-total              | Sous-total            | 86          | 19          | 3           | 5               | 0               | 0               | -                 | -                 | -                 | -                              | -                              | -                              | -                              | -                   | 1                   | 0                   | 0                   | -      | -      | -      | 92    | 19    | 3     |
| 2023-2024             | Lommel SK               | Division 1B           | 16          | 6           | 1           | 1               | 0               | 0               | -                 | -                 | -                 | -                              | -                              | -                              | -                              | PO                  | -                   | -                   | -                   | -      | -      | -      | 17    | 6     | 1     |
| 2024-2025             | Lommel SK               | Division 1B           | 11          | 0           | 0           | -               | -               | -               | -                 | -                 | -                 | -                              | -                              | -                              | -                              | -                   | -                   | -                   | -                   | -      | -      | -      | 11    | 0     | 0     |
| Sous-total            | Sous-total              | Sous-total            | 27          | 6           | 1           | 1               | 0               | 0               | -                 | -                 | -                 | -                              | -                              | -                              | -                              | -                   | -                   | -                   | -                   | -      | -      | -      | 28    | 6     | 1     |
| Total sur la carrière | Total sur la carrière   | Total sur la carrière | 307         | 68          | 23          | 18              | 5               | 2               | 5                 | 3                 | 3                 | -                              | 5                              | 1                              | 1                              | -                   | 26                  | 6                   | 8                   | 7      | 0      | 0      | 368   | 83    | 37    |

## Palmarès

### En club
|  |  | FC Copenhague - Championnat du Danemark (1) : - Champion : 2013 |  | SV Zulte Waregem - Coupe de Belgique (1) : - Vainqueur : 2017 |  | KVC Westerlo - Championnat de Belgique de deuxième division (1) : - Champion : 2022 |